# Saša Farič
Saša Farič (ur. 19 lipca 1984 w Radomlje) – słoweńska narciarka, specjalistka narciarstwa dowolnego. W 2010 roku zajęła także 14. miejsce w skicrossie na igrzyskach olimpijskich w Vancouver. Była też między innymi czwarta w tej konkurencji podczas mistrzostw świata w Inawashiro. Walkę o podium przegrała tam z Francuzką Méryll Boulangeat. W Pucharze Świata zadebiutowała 23 listopada 2003 roku w Saas-Fee, gdzie zwyciężyła w skicrossie. Tym samym już w swoim debiucie nie tylko wywalczyła pierwsze pucharowe punkty, ale od razu stanęła na najwyższym stopniu podium. W zawodach tych wyprzedziła Franziskę Steffen ze Szwajcarii i Szwedkę Magdalenę Iljans. Najlepsze wyniki w Pucharze Świata osiągnęła w sezonie 2007/2008, kiedy w klasyfikacji generalnej zajęła piąte miejsce, a w klasyfikacji skicrossu była druga. W 2014 roku zakończyła karierę.

## Osiągnięcia

### Igrzyska olimpijskie
| Miejsce | Dzień     | Rok  | Miejscowość | Konkurencja | Zwyciężczyni    |
| ------- | --------- | ---- | ----------- | ----------- | --------------- |
| 14.     | 23 lutego | 2010 | Vancouver   | Skicross    | Ashleigh McIvor |

### Mistrzostwa świata
| Miejsce | Dzień    | Rok  | Miejscowość          | Konkurencja | Zwyciężczyni    |
| ------- | -------- | ---- | -------------------- | ----------- | --------------- |
| 14.     | 18 marca | 2005 | Ruka                 | Skicross    | Karin Huttary   |
| 5.      | 6 marca  | 2007 | Madonna di Campiglio | Skicross    | Ophélie David   |
| 4.      | 2 marca  | 2009 | Inawashiro           | Skicross    | Ashleigh McIvor |
| 15.     | 10 marca | 2013 | Voss                 | Skicross    | Fanny Smith     |

### Puchar Świata

#### Miejsca w klasyfikacji generalnej
- sezon 2003/2004: 14.
- sezon 2004/2005: 33.
- sezon 2005/2006: 44.
- sezon 2006/2007: 36.
- sezon 2007/2008: 5.
- sezon 2008/2009: 115.
- sezon 2009/2010: 60.
- sezon 2010/2011: 83.
- sezon 2011/2012: 108.
- sezon 2012/2013: 132.
- sezon 2013/2014: 208.

#### Miejsca na podium
1. Saas-Fee – 23 listopada 2003 (skicross) – 1. miejsce
2. Deer Valley – 2 lutego 2008 (skicross) – 2. miejsce
3. Grindelwald – 6 marca 2008 (skicross) – 1. miejsce
4. Hasliberg – 9 marca 2008 (skicross) – 2. miejsce
5. Blue Mountain – 20 stycznia 2010 (skicross) – 3. miejsce